# Ahmad Isma’il
Ahmad Isma’il asz-Szami, Ahmed Ismail El Shamy (ur. 21 października 1975 w Kairze) – egipski bokser wagi półciężkiej. Brązowy medalista  igrzysk olimpijskich w Atenach.